# ام. زویکو دیجیتال ئی‌دی ۴۵میلی‌متر اف۱٫۸
ام. زویکو دیجیتال ئی‌دی ۴۵میلی‌متر اف۱٫۸ (به انگلیسی: M. Zuiko Digital ED 45mm f1.8) نام لنز دوربین عکاسی از نوع ثابت است که توسط شرکت المپوس تولید می‌شود. فاصلهٔ کانونی این لنز ۴۵ میلی‌متر، دیافراگم آن دارای ۷ تیغه و ضریب اف آن اف ۱٫۸ تا۲۲ است. این لنز در ۳ ژوئیه ۱۹۰۵ میلادی تولید و عرضه شده‌است.